# AEG G.IV
AEG G.IV (firemní značení GZ 4) byl německý dvoumotorový dvouplošný bombardér používaný během první světové války.

## Vývoj
První prototyp G.IV byl vyroben v září roku 1916. Poruchové motory Mercedes D.IV u předchozího typu G.III nahradily spolehlivější řadové, vodou chlazené šestiválce Mercedes D.IVa o výkonu 260 k (191 kW).
První sériový kus opustil továrnu teprve v lednu následujícího roku, zdržení mezi výrobou prototypu a zahájením sériové výroby se vysvětluje dodatečnými úpravami konstrukce vedoucími k zjednodušení a k efektivnější výrobě. G.IV byl podobný svému předchůdci, nicméně délka trupu, rozpětí i hloubka křídel se mírně lišily. Podobně jako všechny letouny firmy AEG byly nosné konstrukce letounu svařeny z ocelových trubek, žebra křídel byly ze dřeva, krycí panely přídě trupu z překližky a zbývající potah trupu i křídel z pevné tkaniny. Jak se během provozu letounů AEG ukázalo, tento typ konstrukce byl výrazně odolnější při drsném zacházení při přistání i v samotném boji než celodřevěné konstrukce tehdy běžných letadel. Ze všech německých bombardérů první světové války byl údajně G.IV také nejlépe ovladatelným.
Od září do 1917 do března 1918 se na jednotlivých letounech G.IV zkoušely pohonné jednotky Maybach Mb.IVa o výkonu 180 kW a Basse & Selve BuS.IVa o výkonu 221 kW, které měly zlepšit stoupavost. Nedostatek těchto motorů však nakonec zapříčinil setrvání u stávajících Mercedesů.
V říjnu 1917 byla na jednom kuse G.IV zkoušena výzbroj sestávající z kanónu Becker ráže 20 mm, který byl umístěn ve věži na přídi trupu. Později bylo vyrobeno pět kusů s druhým kanónem ve spodní části trupu mířícím vzad, které nesly označení G.IVk.
Několik AEG G.IVb mělo prodloužená trojpříhradová křídla, aby unesly pumu o hmotnosti 1000 kg, jeden letoun G.IVb-lang s motory Bus.IVa a dvojplošnými ocasními plochami se stal prototypem následné verze AEG G.V.
V prvních měsících roku 1918 se na jednom AEG G.IV testovaly motory Mercedes s turbokompresory. V březnu byl však tento letoun zničen při havárii, zkoušky s druhým strojem však pokračovaly do konce léta.
Do konce října 1918 společnost Allgemeine Elektrizitäts Gesellschart vyrobila celkem 324 kusy, menší počet byl dohotoven ještě v listopadu a prosinci.

## Nasazení

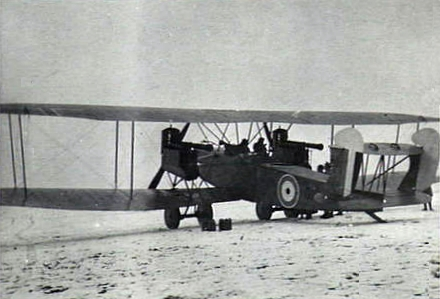
Ukořistěný stroj AEG G.IVk v britském markingu, Bickendorf, 1919

Na západní frontě G.IV začal nahrazovat starší G.III v dubnu 1917. V tomto období zde operovalo 5 strojů, k 30. červnu 9, koncem června a října 15, následně pak k 31. prosinci již 35 G.IV.
Nejen na západní frontě je užívaly eskadry Bombengeschwader 1, 2, 4, 5, 6, 7 a bavorská 8b. Bombardovací útoky prováděné zpočátku ve dne byly po zesílení protiletecké obrany přesunuty k nočním akcím. Při těchto nočních letech v roce 1918 nesly G.IV až 812 kg pum, osádka proto byla zredukována na dva členy.
Od 26. prosince 1917 do 27. února 1918 v Itálii nasazená Bombengeschwader 4 svrhla 220 tun pum a její stroje vzlétaly v noci až sedmkrát.
K 28. únoru 1918 bylo na západní frontě nasazeno 37 G.IV, koncem dubna již 54. Nejvíce strojů, 74, zde bylo nasazeno k 30. červnu 1918, koncem srpna pak 51.
Osádka Franze Schlenstedta od Bogohl 7 v noci z 20. května 1918 vyhodila do povětří 6000 tun výbušnin z muničního skladu v Blargies

## Specifikace

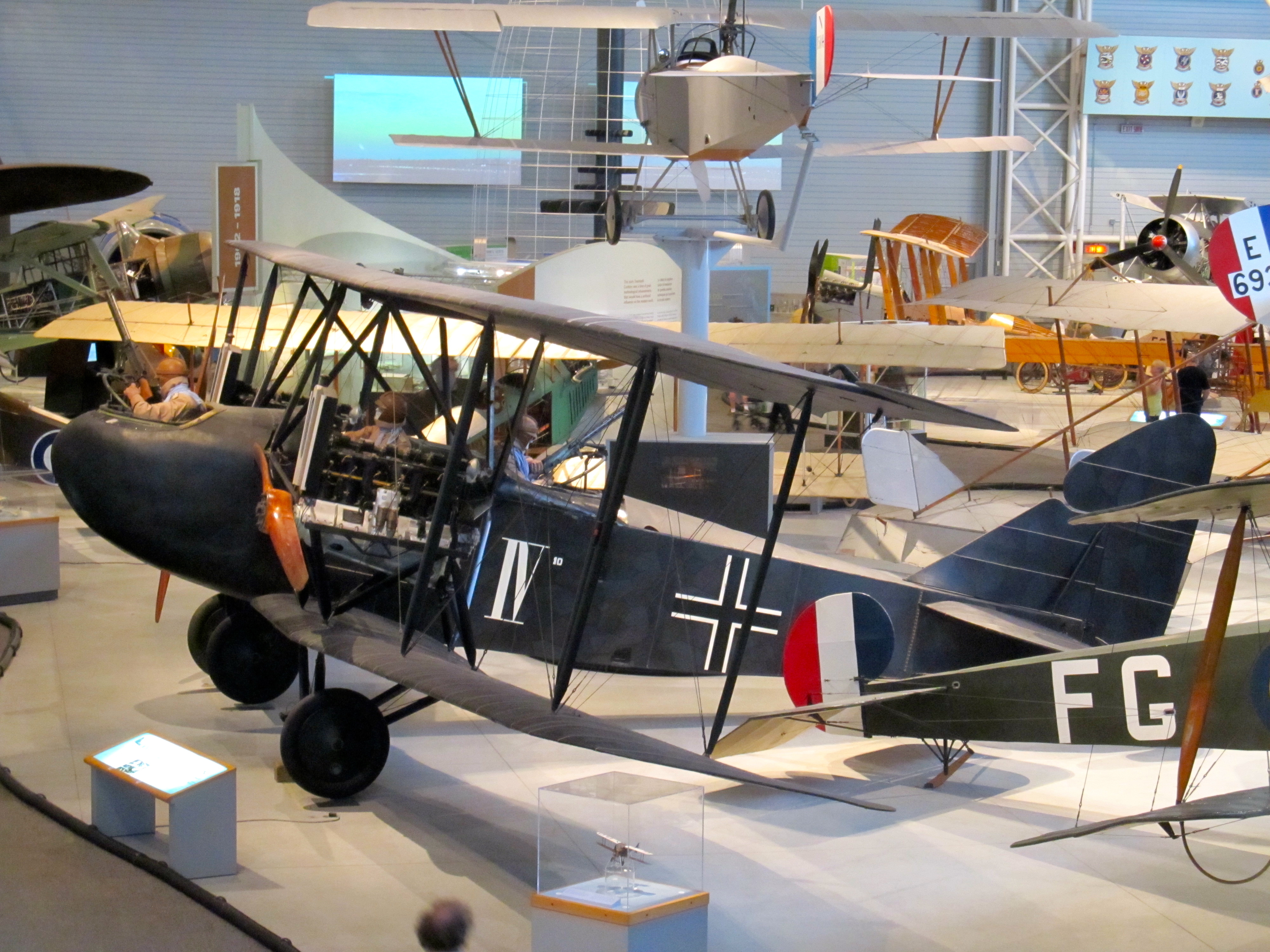
AEG G.IV, Canadian Air and Space Museum, Ottawa, Kanada

### Technické údaje
- Posádka: 2-4 (1 pilot, 1-3 střelci a bombometčíci)
- Rozpětí: 18,4 m
- Délka: 9,7 m
- Výška: 3,9 m
- Nosná plocha: 67 m²
- Hmotnost prázdného letounu: 2400 kg
- Maximální vzletová hmotnost : 4630 kg
- Pohonná jednotka: 2× řadový motor Mercedes D.IVa
- Výkon pohonné jednotky: 260 k (191 kW)

### Výkony
- Maximální rychlost: 165 km/h
- Dostup: 4500 m
- Stoupavost: 198 m/min
- Dolet: 750 km

### Výzbroj
- 2× kulomet LMG 08/15 (Spandau) ráže 7,92 mm
- 350 kg bomb